# Andreas Schwilge
Andreas Schwilge, auch Schwilgi, (* 1608 oder 1609 in Thann, Elsass; † 19. August 1688 in Ulm) war ein deutscher Komponist und Organist.

## Leben
Andreas Schwilge erhielt als Kind Unterricht in Gesang, Violin- und Orgelspiel von seinem aus Stuttgart stammenden Vater. Von 1623 bis 1628 besuchte er die Jesuitenschule in Ensisheim und studierte anschließend Philosophie in Würzburg. Schwilge trat den Franziskanern bei, setzte nach dem Noviziat in Luzern sein Philosophiestudium in Fribourg fort und studierte dann in Wien vier Jahre lang Theologie. Eine Reise nach Rom und Mailand veranlasste ihn jedoch, sich vom Katholizismus abzuwenden. 1639 bewarb er sich in Zürich auf eine Stelle als Prediger oder als Lehrer für Philosophie und Musik. Nach dreimonatiger Unterweisung durch den Pfarrer Theobald Dürrysen in Winterthur wurde er zum Vorsänger am Grossmünster in Zürich ernannt, außerdem zum Musiklehrer der dortigen Deutschen Schule. 1646 wurde er Kantor am Grossmünster und 1652 Prediger an der Spannweid (dem Siechenhaus), aber wenige Wochen später nach einem Streit entlassen. Schwilge übersiedelte anschließend nach Ulm, wo er Lehrer des dortigen Gymnasiums und Kantor am evangelischen Ulmer Münster wurde. Dort leitete er von 1659 bis zu seinem Ruhestand 1681 wöchentliche Konzerte.
Schwilges Sohn Johann Caspar (* 1642) wurde 1676 ebenfalls Organist in Ulm.

## Werk
Andreas Schwilge veröffentlichte 1648 in Zürich 37 vierstimmige Sätze nach Johann Wilhelm Simlers Teutschen Gedichten, in denen die Melodie im Diskant liegt statt wie bislang üblich im Tenor. In einer Folgeausgabe 1653 fügte er 30 weitere Sätze hinzu, in einer dritten Auflage 1663 außerdem sechs Motetten mit Generalbassbegleitung, die er als „Fugen“ bezeichnete.